# 東経99度線
東経99度線（とうけい99どせん）は、本初子午線面から東へ99度の角度を成す経線である。北極点から北極海、アジア、インド洋、南極海、南極大陸を通過して南極点までを結ぶ。東経99度線は西経81度線と共に大円を形成する。

## 通過する国・地点
東経99度線は、北極点から南極点まで南に向かって以下の場所を通っている。
| 地理座標                                             | 国土・領土・領海 | 備考 |
| ---------------------------------------------------- | ---------------- | --- |
| 北緯90度0分 東経99度0分 / 北緯90.000度 東経99.000度  | 北極海           | |
| 北緯80度45分 東経99度0分 / 北緯80.750度 東経99.000度 | ラプテフ海       | |
| 北緯80度3分 東経99度0分 / 北緯80.050度 東経99.000度  | ロシア           | 十月革命島（セヴェルナヤ・ゼムリャ諸島）                                                                                         |
| 北緯78度48分 東経99度0分 / 北緯78.800度 東経99.000度 | カラ海           | |
| 北緯76度30分 東経99度0分 / 北緯76.500度 東経99.000度 | ロシア           | |
| 北緯52度7分 東経99度0分 / 北緯52.117度 東経99.000度  | モンゴル         | |
| 北緯42度36分 東経99度0分 / 北緯42.600度 東経99.000度 | 中華人民共和国   | 内モンゴル自治区 甘粛省 青海省 四川省 チベット自治区 四川省 − 約9km チベット自治区 雲南省 − 約12km チベット自治区 − 約7km 雲南省 |
| 北緯23度10分 東経99度0分 / 北緯23.167度 東経99.000度 | ミャンマー       | |
| 北緯19度46分 東経99度0分 / 北緯19.767度 東経99.000度 | タイ             | |
| 北緯14度1分 東経99度0分 / 北緯14.017度 東経99.000度  | ミャンマー       | |
| 北緯10度50分 東経99度0分 / 北緯10.833度 東経99.000度 | タイ             | |
| 北緯7度53分 東経99度0分 / 北緯7.883度 東経99.000度   | マラッカ海峡     | ランタヤイ島（英語版）（ タイ）のちょうど西を通過。 ラウイ島（タルタオ国立海洋公園）（英語版）（ タイ）のちょうど西を通過。      |
| 北緯3度39分 東経99度0分 / 北緯3.650度 東経99.000度   | インドネシア     | ジャワ島 |
| 北緯0度49分 東経99度0分 / 北緯0.817度 東経99.000度   | インド洋         | ピニ島（バトゥ諸島）（ インドネシア）のちょうど東を通過。                                                                        |
| 南緯1度10分 東経99度0分 / 南緯1.167度 東経99.000度   | インドネシア     | シベルト島（英語版） |
| 南緯1度46分 東経99度0分 / 南緯1.767度 東経99.000度   | インド洋         | |
| 南緯60度0分 東経99度0分 / 南緯60.000度 東経99.000度  | 南極海           | |
| 南緯65度47分 東経99度0分 / 南緯65.783度 東経99.000度 | 南極大陸         | オーストラリア南極領土 - オーストラリアが領有権主張                                                                              |